# Swiss Music Awards
 (août 2018).
 (octobre 2023).
Si vous disposez d'ouvrages ou d'articles de référence ou si vous connaissez des sites web de qualité traitant du thème abordé ici, merci de compléter l'article en donnant les références utiles à sa vérifiabilité et en les liant à la section « Notes et références ».
Les Swiss Music Awards (parfois désignés par la traduction en français Prix de la Musique Suisse), souvent abrégés SMA, créés en 2008, ont lieu au début de chaque année au Hallenstadion de Zurich et récompensent des musiciens populaires suisses et internationaux dans une dizaine de catégories.
Tremplin musical important pour la création musicale suisse, la cérémonie de récompense n'est pas à confondre avec le Prix suisse de musique créé en 2012 et décerné par la Confédération pour la première fois en 2014.
Tous les ans, les Swiss Music Awards permettent à des talents émergents, des artistes suisses et internationaux d'être distingués et honorés dans plus de dix catégories grâce aux votes du public et d’un jury. Stress et Joe jss (rappeur) détient le nombre record de récompenses attribuées depuis la création de la cérémonie en 2008 avec 9 trophées. Du côté international, c'est le rappeur américain Eminem qui détient le record de prix obtenus avec 2 trophées.
La cérémonie a connu une succession de personnalités à sa présentation. Animée depuis 2009 par Melanie Winiger (actrice et Miss Suisse en 1996), cette dernière officie aux côtés de Mario Torriani (en 2012, 2013 et 2015) et d'Andy Rohrer (depuis 2015).
L'édition 2016 de la cérémonie, la neuvième, se déroulera le 12 février au Hallenstadion de Zurich pour la troisième année consécutive et sera notamment retransmise pour la première fois en italien. Par le passé, l'évènement s'est déroulé au Kaufleuten (2008-2009) et au Schiffbau (2010-2013).

## Liste des récompenses
Chaque année sont récompensés des musiciens dans les catégories suivantes :
- Meilleure chanson nationale de l'année
- Meilleure chanson internationale de l'année
- Meilleur album Pop/Rock national de l'année
- Meilleur album Pop/Rock international de l'année
- Meilleur album urbain national de l'année
- Meilleur album urbain international de l'année
- Révélation nationale de l'année
- Révélation internationale de l'année
- Meilleur talent national (intégrée en 2011)
- Meilleure performance live nationale de l'année (Best Live Act National) (en 2009, 2013 et 2014)
- Meilleure performance romande de l'année (Best Act Romandie) (intégrée en 2013)
- Meilleur album dance national de l'année
- Meilleur clip vidéo national de l'année (2008-2012)
- Prix du jury de l'année (Swiss Music Awards d'honneur) (en 2010, 2011 et 2013 seulement)

## Déroulement de vote
Dans chaque catégorie, les artistes qui ont le plus vendus durant l'année écoulée sont nommés. À partir de ces nommés sont déterminés, par les votes d'un jury (compte tenu des chiffres de ventes) et du public (sur internet), les gagnants respectifs.
Dès 2014, pour la catégorie « Best Live Act National », le public a désormais la possibilité de voter pour un des nommés.

## Palmarès

### Palmarès 2008 -IerSwiss Music Awards
| Catégories                                       | Vainqueurs                       |
| ------------------------------------------------ | -------------------------------- |
| Meilleure chanson nationale de l'année           | Stress - On n'a qu'une terre     |
| Meilleure chanson internationale de l'année      | Rihanna - Umbrella (feat. Jay-Z) |
| Meilleur album Pop/Rock national de l'année      | Gotthard - Domino Effect         |
| Meilleur album Pop/Rock international de l'année | Nelly Furtado - Loose            |
| Meilleur album urbain national de l'année        | Stress - Renaissance             |
| Meilleur album urbain international de l'année   | Alicia Keys - As I Am            |
| Révélation nationale de l'année                  | Redwood (de)                     |
| Révélation internationale de l'année             | Amy Winehouse                    |
| Meilleur album dance national de l'année         | DJ Tatana - Variété "The Show"   |
| Meilleur clip vidéo national de l'année          | Stress - Mais où ?               |

### Palmarès 2009 -IIeSwiss Music Awards
| Catégories                                                               | Vainqueurs                                |
| ------------------------------------------------------------------------ | ----------------------------------------- |
| Meilleure chanson nationale de l'année                                   | Stefanie Heinzmann - My Man Is A Mean Man |
| Meilleure chanson internationale de l'année                              | Amy Macdonald - This Is the Life          |
| Meilleur album Pop/Rock national de l'année                              | Züri West - Haubi Songs                   |
| Meilleur album Pop/Rock international de l'année                         | Amy Macdonald - This Is the Life          |
| Meilleur album urbain national de l'année                                | Bligg - 0816                              |
| Meilleur album urbain international de l'année                           | Sido - Ich und meine Maske                |
| Révélation nationale de l'année                                          | Stefanie Heinzmann                        |
| Révélation internationale de l'année                                     | Leona Lewis                               |
| Meilleur album dance national de l'année                                 | DJ Antoine - Stop!                        |
| Meilleure performance live nationale de l'année (Best Live Act National) | Züri West                                 |

### Palmarès 2010 -IIIeSwiss Music Awards
| Catégories                                             | Vainqueurs                                       |
| ------------------------------------------------------ | ------------------------------------------------ |
| Meilleure chanson nationale de l'année                 | Stress - Tous les mêmes (feat. Karolyn)          |
| Meilleure chanson internationale de l'année            | Lady Gaga - Poker Face                           |
| Meilleur album Pop/Rock national de l'année            | Yello - Yello                                    |
| Meilleur album Pop/Rock international de l'année       | Pink - Funhouse                                  |
| Meilleur album urbain national de l'année              | Stress - Des rois, des pions et des fous         |
| Meilleur album urbain international de l'année         | Black Eyed Peas - The END                        |
| Révélation nationale de l'année                        | Pegasus (de)                                     |
| Révélation internationale de l'année                   | Milow                                            |
| Meilleur album dance national de l'année               | DJ Antoine - 2009                                |
| Prix du jury de l'année (Swiss Music Awards d'honneur) | Big Zis - Und jetz … was hät das mit mir z tue ? |

### Palmarès 2011 -IVeSwiss Music Awards
| Catégories                                             | Vainqueurs                                 |
| ------------------------------------------------------ | ------------------------------------------ |
| Meilleure chanson nationale de l'année                 | Bligg - Legändä & Heldä                    |
| Meilleure chanson internationale de l'année            | Shakira - Waka Waka (This Time for Africa) |
| Meilleur album Pop/Rock national de l'année            | Adrian Stern - Stress                      |
| Meilleur album Pop/Rock international de l'année       | Amy Macdonald - A Curious Thing            |
| Meilleur album urbain national de l'année              | Bligg - Bart Aber Herzlich                 |
| Meilleur album urbain international de l'année         | Eminem - Recovery                          |
| Révélation nationale de l'année                        | Caroline Chevin (en)                       |
| Révélation internationale de l'année                   | Unheilig                                   |
| Meilleur album dance national de l'année               | Remady - No Superstar                      |
| Meilleur talent de l'année                             | Steff la Cheffe                            |
| Prix du jury de l'année (Swiss Music Awards d'honneur) | Polo Hofer                                 |

### Palmarès 2012 -VeSwiss Music Awards
| Catégories                                     | Vainqueurs                       |
| ---------------------------------------------- | -------------------------------- |
| Meilleure chanson nationale de l'année         | 77 Bombay Street - Up in the sky |
| Meilleure chanson internationale de l'année    | Adele - Rolling in the Deep      |
| Meilleur album Pop/Rock national de l'année    | Adele - 21                       |
| Meilleur album urbain national de l'année      | Stress - Renaissance II          |
| Meilleur album urbain international de l'année | Pitbull - Planet Pit             |
| Révélation nationale de l'année                | Bastian Baker                    |
| Révélation internationale de l'année           | Bruno Mars                       |
| Meilleur album dance national de l'année       | DJ Antoine - 2011                |
| Meilleur talent de l'année                     | Dabu Fantastic                   |

### Palmarès 2013 -VIeSwiss Music Awards
| Catégories                                                               | Vainqueurs                                             |
| ------------------------------------------------------------------------ | ------------------------------------------------------ |
| Meilleure performance romande de l'année (Best Romandie Act)             | Bastian Baker                                          |
| Meilleur talent de l'année                                               | Hecht (de)                                             |
| Meilleure performance live nationale de l'année (Best Live Act National) | Stress                                                 |
| Meilleur album Pop/Rock national de l'année                              | Patent Ochsner - Johnny - The Rimini Flashdown Part II |
| Meilleur album Pop/Rock international de l'année                         | Die Toten Hosen - Balast Der Republik                  |
| Meilleur album urbain national de l'année                                | Stress, Noah Veraguth, Bastian Baker - Noel's Room     |
| Meilleur album urbain international de l'année                           | Cro - Raop                                             |
| Meilleure chanson nationale de l'année                                   | Pegasus (de) - Skyline                                 |
| Meilleure chanson internationale de l'année                              | Carly Rae Jepsen - Call Me Maybe                       |
| Meilleur album dance national de l'année                                 | Remady & Manu-L                                        |
| Révélation nationale de l'année                                          | Luca Hänni                                             |
| Révélation internationale de l'année                                     | Emeli Sandé                                            |
| Prix du jury de l'année (Swiss Music Awards d'honneur)                   | Claude Nobs                                            |

### Palmarès 2014 -VIIeSwiss Music Awards
| Catégories                                                               | Vainqueurs                                  |
| ------------------------------------------------------------------------ | ------------------------------------------- |
| Meilleure performance romande de l'année (Best Romandie Act)             | Bastian Baker                               |
| Meilleur talent national de l'année                                      | Yokko                                       |
| Meilleure performance live nationale de l'année (Best Live Act National) | Eluveitie                                   |
| Meilleur album Pop/Rock national de l'année                              | Bastian Baker - Too Old To Die Young        |
| Meilleur album Pop/Rock international de l'année                         | Passenger - All the Little Lights           |
| Meilleur album urbain national de l'année                                | Bligg - Service Publigg                     |
| Meilleur album urbain international de l'année                           | Eminem - The Marshall Mathers LP 2          |
| Meilleure chanson nationale de l'année                                   | Bligg - Mundart                             |
| Meilleure chanson internationale de l'année                              | Daft Punk - Get Lucky ft. Pharrell Williams |
| Meilleur album dance national de l'année                                 | Mr. Da-Nos - Green                          |
| Révélation nationale de l'année                                          | Nicole Bernegger (de)                       |
| Révélation internationale de l'année                                     | Macklemore & Ryan Lewis                     |

### Palmarès 2015 -VIIIeSwiss Music Awards
| Catégories                      | Vainqueurs                |
| ------------------------------- | ------------------------- |
| Best Hit National               | Pegasus - I Take It All   |
| Best Hit International          | Pharrell Williams - Happy |
| Best Album National             | Gotthard - Bang!          |
| Best Album International        | Coldplay - Ghost Stories  |
| Best Female Solo Act National   | Beatrice Egli             |
| Best Male Solo Act National     | Philipp Fankhauser        |
| Best Group National             | Lo&Leduc                  |
| Best Act International          | Ed Sheeran                |
| Best Breaking Act National      | James Gruntz              |
| Best Breaking Act International | Imagine Dragons           |
| Best Live Act National          | Lo&Leduc                  |
| Best Talent National            | Lo&Leduc                  |
| Best Act Romandie               | Stress                    |
| Outstanding Achievement         | Krokus                    |

### Palmarès 2019 -XIIeSwiss Music Awards
| Catégories                                                   | Vainqueurs      |
| ------------------------------------------------------------ | --------------- |
| Meilleure performance romande de l'année (Best Romandie Act) | Emilie Zoé      |
| Meilleure artiste féminine                                   | Steff la Cheffe |
| Meilleur artiste masculin                                    | Bligg           |
| Meilleur groupe                                              | Lo&Leduc        |
| Meilleur album Pop/Rock international de l'année             | Bligg           |

### Classement (état2015)
| Rang | Pays        | Awards | Plus grands gagnants                                            |
| ---- | ----------- | ------ | --------------------------------------------------------------- |
| 1    | Suisse      | 54     | Stress (9)                                                      |
| 2    | États-Unis  | 11     | Eminem (2)                                                      |
| 3    | Royaume-Uni | 8      | Adele (2)                                                       |
| 4    | Allemagne   | 6      | Unheilig, Sido, Dabu Fantastic, Hecht, Die Toten Hosen, Cro (1) |
| 5    | Écosse      | 3      | Amy Macdonald (3)                                               |
| 6    | Canada      | 2      | Nelly Furtado, Carly Rae Jepsen (1)                             |
| 7    | France      | 1      | Daft Punk (1)                                                   |
| 7    | Colombie    | 1      | Shakira (1)                                                     |
| 7    | Portugal    | 1      | Nelly Furtado (1)                                               |
| 7    | Barbade     | 1      | Rihanna (1)                                                     |
| 7    | Belgique    | 1      | Milow (1)                                                       |

## Présentation
- Jubaira Bachmann (2008)
- Marco Fritsche (2008-2011)
- Melanie Winiger (depuis 2009)
- Mario Torriani (en 2012, 2013 et 2015)
- Andy Rohrer (depuis 2015)